# Thracia anconensis
Thracia anconensis is een tweekleppigensoort uit de familie van de Thraciidae. De wetenschappelijke naam van de soort is voor het eerst geldig gepubliceerd in 1961 door Olsson.